# Хијерархија
Хијерархија (грч. Ἱεραρχία; ἱερός — „свето“ + ἄρχω — „управљање“) је степенасто уређење елемената (појмова, предмета, људи) у рангирани поредак, где је сваки ранг, од најнижег па до највишег, подређен оним изнад.

## Црквена јерархија
Црквена јерархија обухвата службе потврђене хиротонијом, које имају власт да руководе у Цркви. Јерархија обухвата епископе, архиепископе, патријархе, једном ријечју јерархе.